# Antonio Cecchi
Antonio Cecchi (Pésaro, 29 de enero de 1849 - Lafolè, Somalia, 26 de noviembre de 1896) fue un explorador italiano.

## Biografía
Fue un capitán de la Marina Real Italiana y participó en la expedición de rescate del explorador Orazio Antinori, bloqueado en la región de Shoa en Etiopía. 

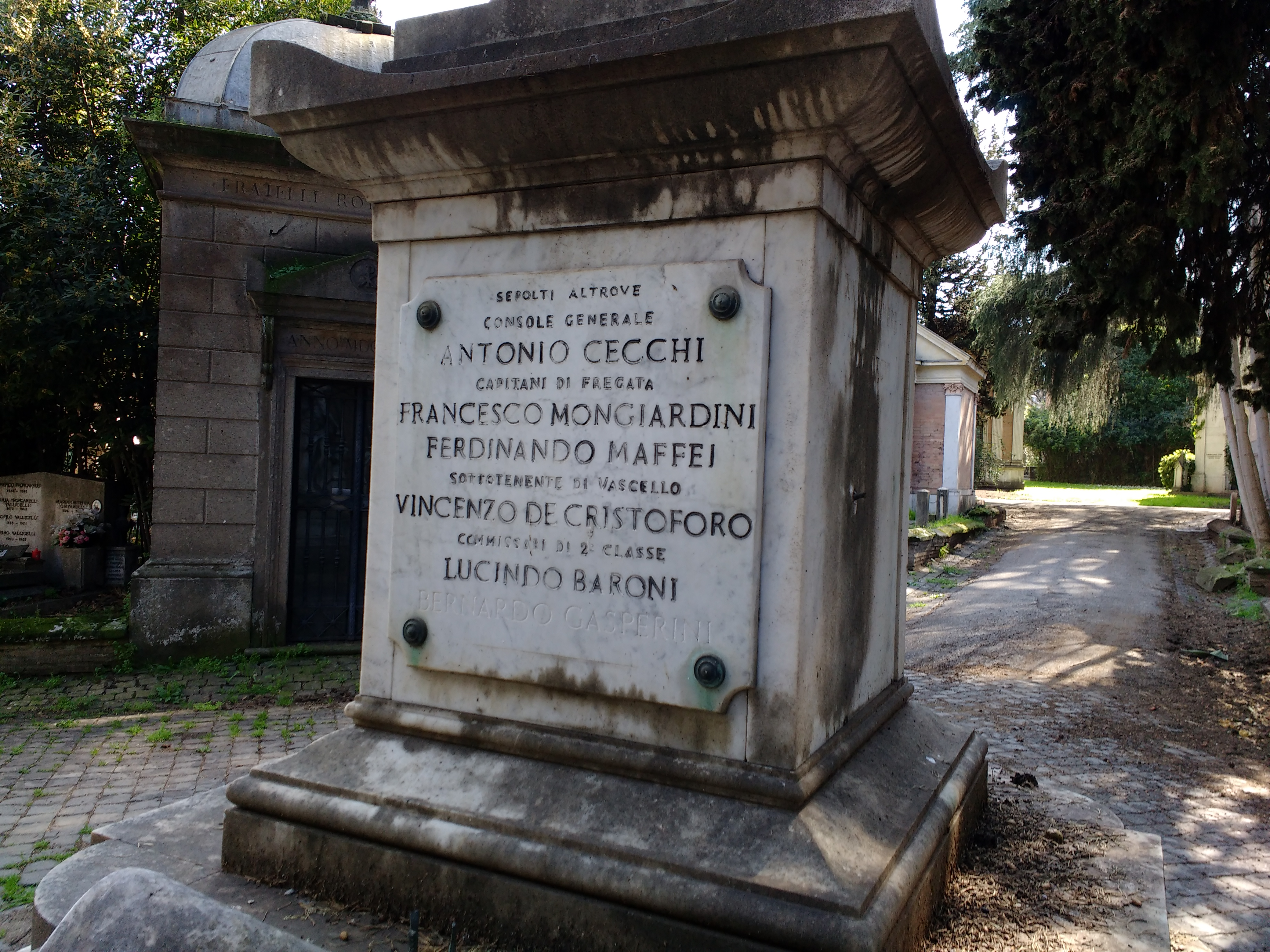
Monumento a los caídos de Lafolè. Cementerio del Verano, Roma

En 1885 formó parte de la expedición militar italiana a la ciudad portuaria de Massawa, dirigida por el coronel Tancredi Saletta. Negoció con el sultán de Zanzíbar la cesión de la región somalí de Benadir. Fue nombrado cónsul italiano en Adén y luego en Zanzíbar.
En 1896, durante un viaje hacia el interior de Somalia, fue asesinado en Lafolé, junto con los comandantes Francesco Mongiardini y Ferdinando Maffei y otros catorce marineros.
Un crucero auxiliar, en servicio en la Marina Real italiana desde 1940, llevó su nombre.